# WebKiosk
WebKiosk est une solution de gestion des postes publics et de sécurisation de l'accès Internet pour les bibliothèques, médiathèques et centres de documentation (EPN, écoles, MSA...). Il s'agit d'un logiciel développé par la société Aesis Conseil et fonctionnant sur Linux, Windows et Android.

## Fonctions
WebKiosk permet de fournir au public un accès sécurisé à Internet avec une répartition équilibrée de l'accès aux postes.
De par sa nature, cette solution a notamment vocation à s’intégrer dans un espace public numérique (EPN) et constitue ainsi un espace numérique de travail (ENT).
Couplé à un système intégré de gestion de bibliothèque (SIGB), WebKiosk permet alors de récupérer les données des utilisateurs depuis ce dernier.
L'intérêt majeur de la solution est ainsi d'assurer un interfaçage complet avec les SIGB libres (Koha, PMB etc.). L'interfaçage avec les SIGB propriétaires demeure toutefois possible dans la limite des autorisations fournies par les éditeurs quant à l'accès en lecture à leurs bases de données ou WebServices.
WebKiosk s'utilise de deux manières :
- Côté utilisateurs, les postes publics sont équipés du système d'exploitation Ubuntu Linux ou Windows (10 ou 11) et proposent les outils bureautiques les plus couramment utilisés sur ce type de plate-forme (la suite bureautique Open Office, le lecteur multimédia VLC, le navigateur web Firefox etc.). Les droits des utilisateurs sont alors limités (pas d'accès aux fonctions sensibles du système) et l'utilisation des postes en général est contrôlée par le personnel d'administration (gestion des comptes adhérents / réservations / impressions / statistiques / préférences etc.).
- Côté administrateurs (ou personnel d'administration), une interface en mode full web permet de gérer les utilisateurs et les postes par le biais des onglets et menus de l'application, ce qui permet notamment de filtrer les accès à Internet au moyen du couple proxy Squid/SquidGuard.

Les fonctionnalités de WebKiosk sont les suivantes :
- Accès Internet avec session individuelle et conservation des données utilisateurs.
- Attribution de temps limite de connexion afin de garantir une bonne rotation des usagers sur les postes.
- Filtrage Internet contre les sites avec des contenus inappropriés aux jeunes.
- Statistiques d'utilisation des postes.
- Gestion des comptes utilisateurs via une interface d'administration Web.
- Attribution de quota temps (temps de consultation Internet, temps d'utilisation de la bureautique), de quota disque et d'un forfait de pages à imprimer (hebdomadaire ou renouvelable).
- Alertes notifiées aux utilisateurs lors du dépassement d'un des seuils (temps de connexion épuisé, nombre de pages disponibles insuffisantes pour l'impression demandée, place sur disque insuffisante…).
- Mise à jour quotidienne des filtres Internet. Gestion de listes blanches et listes noires en temps réel.
- Mise à disposition d'applications sur les postes publics via une logithèque intégrée dans l'interface d'administration (il existe trois types de logithèques : le dépôt Windows Package Manager pour Windows, le PlayStore pour Android et le catalogue Ubuntu pour Linux).

## Technique
Il s'agit d'une application dite full web, reposant sur une plateforme Apache + PHP + MySQL.
Celle-ci fonctionne sous le système d'exploitation Ubuntu Linux, bien qu'un agent de sécurisation permette de prendre en charge les postes sous Windows et les tablettes sous Android.
L'accès à l'interface d'administration est possible depuis n'importe quel navigateur web standardisé, peu importe le système d'exploitation installé sur le poste.

## Historique
La première version de WebKiosk s'appelait AesisGDM. Elle a été développée en 2003 pour les besoins du réseau des médiathèques de la Communauté d'Agglomération de Draguignan.
WebKiosk 3.0 : Septembre 2010
WebKiosk 3.5 : Février 2011
WebKiosk 3.6 : Mai 2011
WebKiosk 3.7 : Mars 2012
WebKiosk 4.0 : 07/04/2015
WebKiosk 4.1 : 04/09/2015
WebKiosk 4.2 : 15/03/2016
WebKiosk 4.3 : 23/09/2016
WebKiosk 4.4 : 28/04/2017
WebKiosk 4.5 : 30/11/2017
WebKiosk 4.6 : 18/06/2018
WebKiosk 4.7 : 08/10/2018
WebKiosk 4.8 : 06/02/2019
WebKiosk 4.9 : 10/06/2019
WebKiosk 4.10 : 30/08/2019
WebKiosk 4.11 : 20/03/2020
WebKiosk 4.11.1 : 01/06/2020
WebKiosk 4.12 : 21/09/2020
WebKiosk 4.12.1 : 14/12/2020
WebKiosk 4.13 : 01/09/2021
WebKiosk 4.14 : 26/05/2022
WebKiosk 4.15 : 01/03/2023
WebKiosk 5.0 : 02/01/2024